# Traité fondamental
Accord quadripartite sur Berlin Traité de Prague (1973)
Le traité sur les bases des relations entre la République fédérale d'Allemagne et la République démocratique allemande, communément appelé traité fondamental (en allemand : Grundlagenvertrag), normalise les relations entre ces deux États sans toutefois aller jusqu'à une reconnaissance complète. Ce traité est signé le 21 décembre 1972 à Berlin-Est, dans le contexte général de la détente Est-Ouest et dans le cadre plus spécifique de la politique d'ouverture à l'Est, l'Ostpolitik, conduite par le chancelier Willy Brandt. Il entre en vigueur le 21 juin 1973.
Il constitue un compromis entre l'objectif de la RDA d'obtenir une reconnaissance juridique complète et la volonté de la RFA de ne pas renoncer au principe d'unité de la nation allemande dans la perspective ultime de la réunification.
Par ce traité, les deux États allemands reconnaissent mutuellement leur existence dans leurs frontières héritées des accords de Yalta et de Potsdam conclus entre les Alliés à la fin de la Seconde Guerre mondiale. Cet accord met fin à la doctrine Hallstein qui veut que seule la RFA soit habilitée à représenter l’ensemble de l'Allemagne.

## Contexte historique
Pour des articles plus généraux, voir Détente (guerre froide), Ostpolitik et Crise de Berlin (1958-1963).

### Lancement de l'Ostpolitik et de l'ouverture vers la RDA
La négociation du traité fondamental s'inscrit dans l'Ostpolitik du chancelier ouest-allemand Willy Brandt. Elle concrétise la proposition qu'il formule dans sa déclaration gouvernementale du 28 octobre 1969 : « Vingt ans après la fondation de la République fédérale d'Allemagne et de la RDA, nous devons empêcher un développement divergent de la nation allemande et par conséquent nous devons en arriver à une coexistence concertée en vue de parvenir à une situation où les deux Allemagnes vivront l'une avec l'autre... Le gouvernement fédéral poursuit la politique introduite en décembre 1966 et offre de nouveau au conseil des ministres de la RDA des négociations bilatérales sans discrimination au plan des gouvernements, négociations qui devraient conduire à une collaboration fondée sur un traité. Une reconnaissance en droit international de la R.D.A. par le gouvernement fédéral ne peut être envisagée. Même si deux États existent en Allemagne, ils ne sont pas, pour autant, étrangers l'un pour l'autre ; leurs relations ne peuvent être que d'une nature particulière. ».

### Longues négociations entre la RFA et la RDA

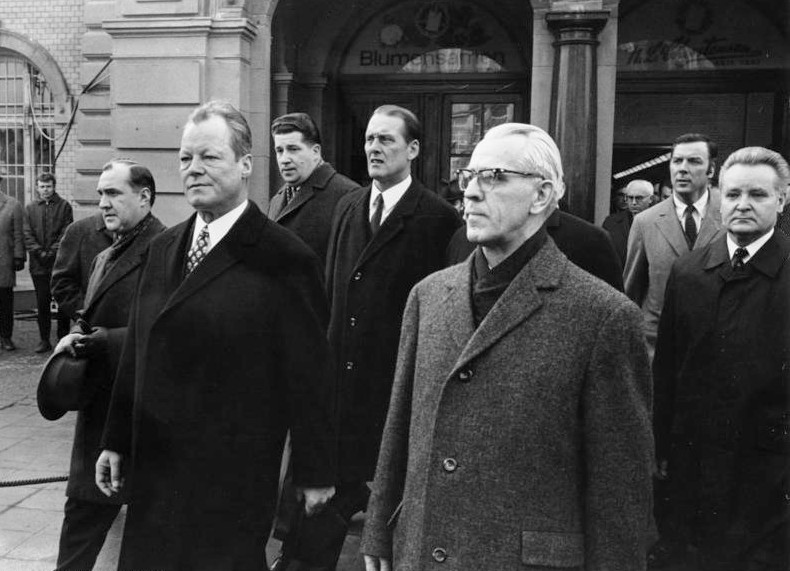
Willy Brandt (à gauche) et Willi Stoph à Erfurt en 1970, première rencontre entre chefs du gouvernement de la RFA et de la RDA.

Le 19 mars 1970, Willy Brandt, et Willi Stoph, le numéro deux du régime est-allemand, se rencontrent à Erfurt en RDA,. Il s'agit là de la première rencontre entre dirigeants allemands de l'Ouest et de l'Est. Une deuxième rencontre a lieu le 21 mai, cette fois à Cassel en territoire ouest-allemand. Ces rencontres ne débouchent pas sur des résultats concrets mais donnent corps à l'offensive diplomatique annoncée par Willy Brandt. Elles symbolisent déjà une forme de reconnaissance par la RFA de l'existence de deux états allemands, et ouvrent ainsi la porte à des négociations directes entre Bonn et Moscou auxquelles Brandt va donner la priorité. Ces dernières aboutissent rapidement à la signature du traité de Moscou entre l'URSS et la RFA le 12 août 1970 par Brejnev et Brandt.

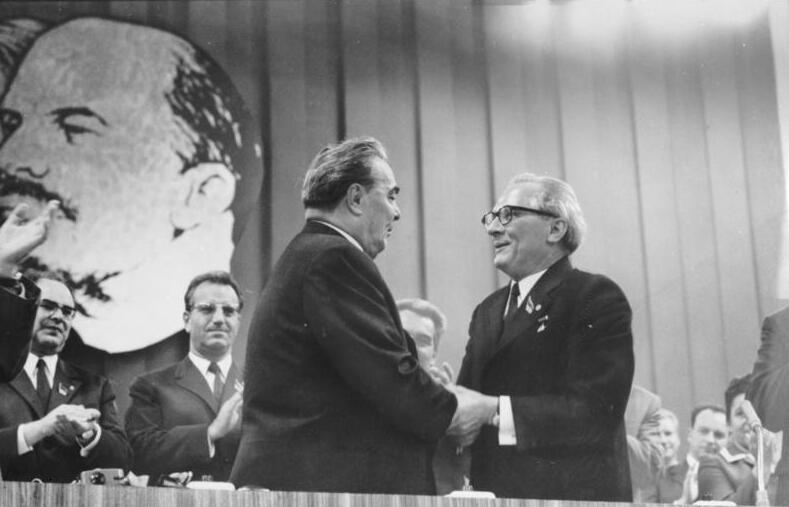
Poignée de mains entre Brejnev et Honecker lors du congrès du SED le 16 06 1971.

La concrétisation des ouvertures faites par la RFA à la RDA prend du temps. Le parti communiste au pouvoir en RDA a une attitude ambivalente face à la nouvelle politique ouest-allemande. D'un côté, il craint que Moscou y voie une occasion de relancer l'idée d'une Allemagne réunifiée mais neutre, de l'autre il y voit l'occasion d'aboutir à une reconnaissance complète de l'État est-allemand. Le développement des relations politiques et économiques entre l'URSS et la RFA faisant suite à la conclusion du traité de Moscou, ainsi que les négociations sur Berlin entre les quatre puissances incitent le dirigeant est-allemand Walter Ulbricht à se déclarer prêt en octobre 1970 à des échanges de vues avec le gouvernement fédéral. Le refus de tout compromis aurait inévitablement conduit la RDA à l'isolement politique en Allemagne et à l'étranger.

### Implication des quatre puissances
En parallèle, les quatre anciens alliés de la Seconde Guerre mondiale mènent depuis mars 1970 des négociations en vue de mettre un terme définitif aux désaccords existant entre eux relatifs au statut de Berlin et demandent qu'un accord de transit vers Berlin-Ouest soit négocié directement entre les deux Allemagnes. Egon Bahr pour la RFA et Michael Kohl pour la RDA entament le 27 novembre 1970 des pourparlers en vue de la conclusion d'un traité entre les deux pays et d'un accord de transit vers Berlin-Ouest. Ces négociations ne marquent que peu de progrès durant les mois suivants.
Aussi, prenant aussi prétexte de la situation économique difficile de la RDA, Erich Honecker s'assure du soutien de Moscou et remplace Ulbricht le 3 mai 1971 à la tête de la RDA. Le 3 septembre 1971, les négociateurs des quatre puissances concluent un accord quadripartite sur Berlin, dont l'entrée en vigueur est toutefois conditionnée par le bon aboutissement des autres négociations en cours. Désireux d'être aligné avec Moscou, Honecker débloque les discussions avec la RFA qui aboutissent le 17 décembre 1971 à la signature de l'accord inter-allemand de transit entre la RFA et Berlin-Ouest,.
Les évènements s'accélèrent au printemps 1972 avec la ratification du traité de Moscou le 17 mai 1972 par la RFA, la signature du traité sur la circulation entre les deux Allemagnes le 26 mai 1972, et la signature formelle de l'accord quadripartite sur Berlin le 3 juin 1972. Les négociations sur le traité relatif aux relations entre la RFA et la RDA reprennent le 15 juin 1972 avec la volonté d'aboutir rapidement. Les négociateurs parviennent à un accord le 8 novembre 1972. La signature officielle intervient le 21 décembre 1972.
Cet accord permet aux quatre puissances de prendre acte du rapprochement entre les deux États allemands. Elles publient une déclaration par laquelle elles manifestent leur identité de vue concernant l'admission à l'ONU des deux États allemands, tout en précisant que cette admission n'affectera en aucune façon les droits et responsabilités des quatre puissances sur l'Allemagne ni les accords, décisions et pratiques quadripartites correspondants qui s'y rattachent ».

### Un traité préservant la perspective ultime de la réunification allemande

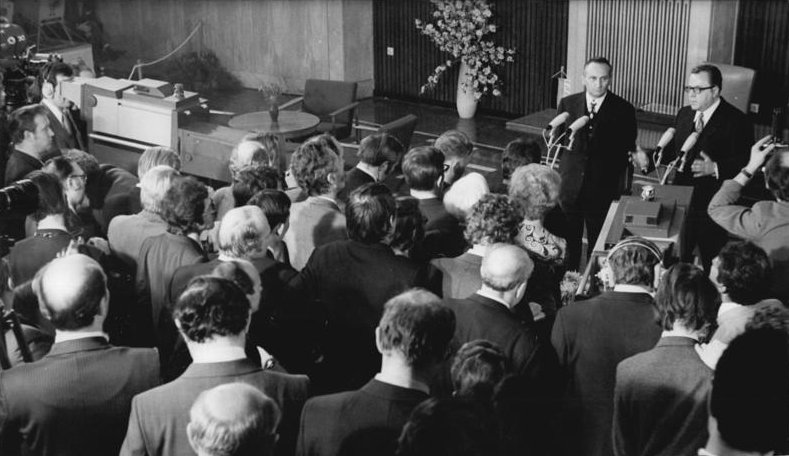
Conférence de presse après la signature du traité fondamental le 21 décembre. Egon Bahr (à gauche) et Michael Kohl répondent aux questions des journalistes.

Par le traité signé le 21 décembre 1972 les deux États, la RFA et la RDA, se considèrent mutuellement comme égaux en droit et entérinent les frontières existantes issues de la Seconde Guerre mondiale. Cependant, comme la RFA ne peut pas aller jusqu'à renoncer à la perspective de la réunification de l'Allemagne, qui aurait rendu impossible sa ratification par le Bundestag, le traité mentionne explicitement les divergences de vue entre les deux États sur « des questions de principe, dont la question nationale » et pose deux restrictions à la reconnaissance des deux États : le traité ne vaut pas reconnaissance en droit international et il ne sera pas procédé à l'échange d'ambassadeurs mais seulement de représentants permanents, étant posé que pour la RFA, la RDA n'est pas un État étranger mais un deuxième État allemand. Ces subtilités entretiennent une certaine ambiguïté juridique sur l'interprétation exacte de la portée politique du traité, encore accentuée par la lettre relative à l'unité allemande adressée par la RFA à la RDA le jour de sa signature.

## Ratification

### Vote par le Bundestag
Le processus de ratification en RFA est facilité par la nette majorité dont dispose la coalition SPD/FDP au Bundestag depuis les élections de novembre 1972. Le débat au Bundestag commence le 15 février 1973 par une déclaration du chancelier Willy Brandt dans laquelle il souligne les résultats positifs déjà enregistrés par la politique d'ouverture à l'Est qu'il mène depuis 1969, puis affirme que « la détente en Europe est inimaginable sans la participation des deux États allemands » car « notre vie est directement liée au fait que l'Allemagne est divisée et que la ligne de démarcation est devenue une frontière d'État ». Il poursuit en réaffirmant l'ancrage à l'Ouest de la RFA et son appartenance à l'Alliance atlantique dont sa sécurité dépend, et sa conviction que « ce traité doit permettre d'éviter que les deux parties de notre nation ne s'éloignent l'une de l'autre ». Le vote du Bundestag intervient finalement le 11 mai 1973. Le traité est validé par 268 voix pour et 217 voix contre, celles de l'opposition CDU-CSU.
Le gouvernement fédéral procède à l'échange de notes avec la RDA le 20 juin 1973, le traité entre en vigueur le 21 juin 1973, soit six mois après sa signature.
Le traité est loin de mettre fin aux divergences d'intérêts et de points de vue qui opposent les deux États depuis leur création en 1949. Ses signataires en sont conscients : Egon Bahr déclare le jour même de la ratification par le Bundestag « Bisher hatten wir keine Beziehungen, jetzt werden wir schlechte haben – und das ist der Fortschritt » (« Jusqu'à présent, nous n'avions pas de relations, maintenant nous en aurons de mauvaises — et c'est cela le progrès »).

### Recours devant le tribunal constitutionnel
Après le vote du parlement fédéral, le Bundestag, en faveur de la loi d'approbation du traité, le Land de Bavière, dirigé par la CSU, dépose un recours au Tribunal constitutionnel fédéral le 28 mai 1973. Après deux mois d'empoignade politico-juridique, le Tribunal rend le 31 juillet un jugement qui n'invalide pas le traité mais en donne une interprétation assez éloignée de l'esprit dans lequel Willy Brandt et le SPD souhaitent inscrire les échanges avec la RDA.
Rendu par référence à la Loi fondamentale de 1949, le jugement dispose qu'aucun organe constitutionnel de la RFA ne peut renoncer à l'objectif de restauration de l'unité de l'État allemand et que tous sont tenus de travailler à la réalisation de cet objectif dans leurs politiques. Ils sont tenus de constamment réaffirmer le droit à la réunification et s’abstenir de faire quoi que ce soit qui pourrait l'empêcher. Le jugement rappelle aussi que l'article 16 de la Loi fondamentale selon lequel « la nationalité allemande ne peut pas être retirée [...] » implique que les citoyens allemands au sens de la Loi fondamentale ne sont donc pas uniquement des citoyens de la République fédérale d'Allemagne,.

## Termes du traité
Le traité proprement dit comprend un préambule et dix articles. Il est complété par des lettres et documents annexes,.

### Traité
Le préambule pose d'entrée l'existence de deux États allemands dans leurs frontières actuelles — issues de la Seconde Guerre mondiale — et inscrit le traité dans l'objectif de contribuer « à la détente et à la sécurité en Europe » et de « créer, pour le bien-être des hommes dans les deux Etats allemands, les conditions de la coopération entre la RFA et la RDA ». Il acte aussi le désaccord sur la question de l'unicité de la nation allemande.
L'Article 1er pose le principe que les deux États allemands développeront leurs relations « sur la base de l'égalité de droits ».
Les Articles 2 et 3 inscrivent les relations des deux États dans le cadre de la Charte des Nations unies.
Par l'Article 5, la RFA et la RDA déclarent qu'elles « contribueront à la sécurité et à la coopération en Europe, (qu') elles appuieront les efforts visant à réduire les forces et les armements en Europe, (et) les efforts servant à la sécurité internationale et visant à la limitation des armements et au désarmement, notamment dans le domaine des armes nucléaires et autres armes de destruction massive ».
Par l'Article 7, la RFA et la RDA se déclarent « prêtes à régler des questions pratiques et humanitaires au fur et à mesure de la normalisation de leurs relations ».
L'Article 8 prévoit que les deux États échangeront des représentations permanentes.

### Documents annexes au traité
La signature du traité s'accompagne le même jour de celle de documents complémentaires :
- Le Protocole additionnel au traité sur les bases des relations entre la RFA et la RDA, qui prévoit le développement des échanges commerciaux, scientifiques et culturels, comme prévu par l'Article 7 du traité.
- La lettre de la RFA sur l'unification allemande, qui stipule que ledit « traité n'est pas en contradiction avec l'objectif politique de la République fédérale d'Allemagne d'œuvrer en faveur d'un état de paix en Europe dans lequel le peuple allemand recouvre son unité par libre autodétermination »[19].
- Six lettres échangées entre les deux secrétaires d’Etats. La première garantit que « ce traité ne saurait affecter ni les droits et responsabilités des quatre puissances ni les accords, décisions et pratiques quadripartites qui s’y rapportent ». Les autres lettres portent sur un accord futur sur les postes et télécommunication, l’admission prochaine à l’Organisation des Nations unies (ONU), sur l’ouverture de quatre nouveaux points de passages, le regroupement familial, l’amélioration de la circulation des voyageurs, touristes et marchandises non commerciales, et la dernière accorde aux journalistes des deux Etats « le droit d’exercer l’activité professionnelle et celui de l’information et du reportage libres » dans l’autre État[20].

## Mise en œuvre et abrogation du traité fondamental

### Suites diplomatiques
Conformément à l'article 8 du traité, les représentations permanentes commencent leurs travaux le 2 mai 1974. Günter Gaus est accrédité en tant que représentant permanent de la République fédérale auprès de la RDA et Michael Kohl en tant que représentant permanent de la RDA en République fédérale.
Les deux États demandent leur admission aux Nations unies dont ils deviennent les 133e et 134e membres le 18 septembre 1973. La signature du traité met fin à l'isolement diplomatique de la RDA.

### Accords complémentaires entre la RFA et la RDA
Les accords complémentaires suivants sont conclus au cours des années suivantes :
- Accord sur les soins de santé (25 avril 1974),
- Accord sur les postes et télécommunications (30 mars 1976),
- Accord pour la construction d'une autoroute entre Hambourg et Berlin (16 septembre 1978),
- Protocole gouvernemental relatif à la révision, au renouvellement et à l'adjonction du marquage de la frontière existant entre la République fédérale et la RDA (29 novembre 1978),
- Accord de coopération vétérinaire (21 décembre 1979),
- Accord sur la construction d'une autoroute entre Berlin et Herleshausen, l'extension du canal Mittelland et l'extension à deux voies de la liaison ferroviaire entre Berlin et Helmstedt (30 avril 1980).

### Jeux olympiques d'été en 1972 à Münich
La participation de la RDA et de la RFA aux jeux olympiques est symbolique de l'affrontement auxquels les deux États allemands se livrent à travers le sport sur le plan de leur image et de leur visibilité internationales. En conséquence d'une décision du CIO de 1965, la RDA aligne sa propre équipe depuis les JO d'hiver (Grenoble) et d'été (Mexico) de 1968, mais avec encore le drapeau et l'hymne allemand commun utilisés lors des trois précédentes éditions. À la faveur de la reconnaissance de l'existence de deux États dans le traité fondamental, la RFA admet que la RDA ait comme la RFA son drapeau et son hymne dès les jeux de 1972 à Münich.

### Abrogation
Faisant suite à la chute du mur de Berlin, la réunification de l'Allemagne s'opère très rapidement en 1990. Le traité d'union (Einigungsvertrag) signé le 31 août 1990 établit les modalités de la fusion des deux États allemands et rend sans objet le traité fondamental.